# Tomasz Dukszta
Tomasz Dukszta (ur. 4 maja 1976 we Wrocławiu) – reżyser dźwięku, producent dźwięku
Twórca i współautor dźwięku takich filmów jak: Listy do M2, Listy do M3, Planeta Singli, Planeta Singli 2. Współpracował m.in. z Andrzejem Wajdą, Jerzym Kawalerowiczem, Jerzym Hoffmanem, Juliuszem Machulskim, Krzysztofem Krauze. Nominowany do Polskiej Nagrody Filmowej Orzeł za dźwięk do filmu "Najlepszy" (2018) oraz do nagrody Academia Mexicana de Artes Ciencias y Cinematograficas Ariel 60 za dźwięk do filmu "La Habitación" (2018). Twórca procesu rekonstrukcji Reverse Listening Experience i autor rekonstrukcji ponad 120 arcydzieł Polskiej Kinematografii. Absolwent i wykładowca Uniwersytetu Muzycznego Fryderyka Chopina w Warszawie, Wydział Reżyserii Dźwięku. Członek Cinema Audio Society (C.A.S), Polskiej Akademii Filmowej, Europejskiej Akademii Filmowej oraz Society of Motion Picture & Television Engineers (SMPTE).

## Filmografia
Filmy mogą należeć do kilku kategorii.
- rekonstrukcje dźwięku arcydzieł polskiej kinematografii (m.in. reżyserii A. Wajdy[4], J. Morgensterna[5], K. Kutza[6] i innych)
- Porady na zdrady 2 (2023)[7]
- Słodki koniec dnia (2019)[8]
- La habitación/Opowieści z Meksyku (2017)[9][10]

### Zgranie dźwięku
- Dziwnie być człowiekiem (2025)
- Miasto, które wyjechało (2025)
- Gang Zielonej Rękawiczki (2024)
- Nic na siłę (2024)
- Powstaniec 1863 (2024)
- Poskromienie złośnicy 2 (2023)
- Porady na zdrady 2 (2023)
- Skołowani (2023)
- Dzisiaj śpisz ze mną (2022)
- Szczęścia chodzą parami (2022)
- The Office PL (2021–2024)
- Poskromienie złośnicy (2021)
- To musi być miłość (2021)
- Spacer z aniołami (2021)
- Bez skrupułów (2020)
- Efekt motylka (2020)
- Mistrz (2020)
- Solid Gold (2019)
- Mam na imię Sara(inne języki)/The Occupation (2019)
- Całe szczęście (2019)
- Planeta singli 3 (2019)
- Planeta singli 22 (2018)
- Juliusz (2018)
- Jak pies z kotem (2018)
- Podatek od miłości (2018)
- Users (2018)
- Ethiopiques (2017)
- Listy do M. 3 (2017)
- Najlepszy (2017)
- Wyklęty (2017)
- Konwój (2016)
- Pitbull. Nowe porządki (2016)
- Planeta singli (2016)
- Chemia (2015)
- Listy do M. 2 (2015)
- Ziarno prawdy (2015)
- Sweet home (2014)
- Płynące wieżowce (2013)
- Baby są jakieś inne (2011)
- Enen (2009)
- Ostatnia akcja (2009)
- Wszystko, co kocham (2009)
- Nie kłam, kochanie (2008)
- Drzazgi (2008)
- Ile waży Koń Trojański (2008)
- Niezawodny system (2008)
- Pora mroku (2008)
- Serce na dłoni (2008)
- Yodok Stories (2008)
- Benek (2007)
- Korowód (2007)
- Ranczo Wilkowyje (2007)
- Ryś (2007)
- Sztuczki (2007)
- Środa, czwartek rano (2007)
- Bezmiar sprawiedliwości (2006)
- Francuski numer (2006)
- Job czyli ostatnia komórka (2006)
- Palimpsest (2006)
- Plac Zbawiciela (2006)
- Statyści (2006)
- Tylko mnie kochaj (2006)
- Wszyscy jesteśmy Chrystusami (2006)
- Jestem (2005)
- Kochankowie z Marony (2005)
- Komornik (2005)
- Mój Nikifor (2004)
- Nigdy w życiu! (2004)

- Ciało (2003)
- Pogoda na jutro (2003)
- Stara baśń (2003)
- Dzień świra (2002)
- E = MC2 (2002)
- EDI (2002)
- Superprodukcja (2002)
- Zemsta (2002)
- Angelus (2002)

- Quo Vadis (2001)
- Poranek kojota (2001)
- Przedwiośnie (2001)
- Reich (2001)
- Stacja (2001)
- Tam i z powrotem (2001)
- W pustyni i w puszczy (2001)

### Konsultacja
- Jezioro słone (2022)

### Zgranie muzyki
- Piłsudski (2019)
- Chopin. Pragnienie miłości (2002)

### Udźwiękowienie
- My pretty pony (2017)

### Postsynchrony
- Zjednoczone stany miłości (2016)

### Postprodukcja dźwięku
- Zimna wojna (2018)
- Kobiety Mafii (2018)
- Botoks (2017)
- Koly padayut dereva (2018)
- Hycel (2015)
- Nude Area (2014)

### Zgranie kopii filmowej
- Sztuka spadania (2004)

### Montaż dźwięku
- Pan Tadeusz (1999)

## Dyskografia
- Robert Janowski – Nieważkość (2001)
- Polucjanci – Tak po prostu (2000)

## Nominacje i Nagrody
- 2018, nominacja do Nagrody Ariel(inne języki) 60 za dźwięk do filmu "La habitación" (Opowieści z Meksyku[9]) – Meksykańska Akademia Wiedzy i Sztuki Filmowej[10]
- 2018, nominacja do nagrody Orzeł za dźwięk do filmu "Najlepszy" – Polskie Nagrody Filmowe